# MCEE
MCEE (англ. Methylmalonyl-CoA epimerase) – білок, який кодується однойменним геном, розташованим у людей на 2-й хромосомі. Довжина поліпептидного ланцюга білка становить 176 амінокислот, а молекулярна маса — 18 749.
| 10         |  | 20         |  | 30         |  | 40         |  | 50         |
| ---------- |  | ---------- |  | ---------- |  | ---------- |  | ---------- |
| MARVLKAAAA |  | NAVGLFSRLQ |  | APIPTVRASS |  | TSQPLDQVTG |  | SVWNLGRLNH |
| VAIAVPDLEK |  | AAAFYKNILG |  | AQVSEAVPLP |  | EHGVSVVFVN |  | LGNTKMELLH |
| PLGRDSPIAG |  | FLQKNKAGGM |  | HHICIEVDNI |  | NAAVMDLKKK |  | KIRSLSEEVK |
| IGAHGKPVIF |  | LHPKDCGGVL |  | VELEQA     |  |            |  |            |

A: Аланін

C: Цистеїн

D: Аспарагінова кислота

E: Глутамінова кислота

F: Фенілаланін

G: Гліцин

H: Гістидин

I: Ізолейцин

K: Лізин

L: Лейцин

M: Метіонін

N: Аспарагін

P: Пролін

Q: Глутамін

R: Аргінін

S: Серин

T: Треонін

V: Валін

W: Триптофан

Кодований геном білок за функцією належить до ізомераз. 
Задіяний у такому біологічному процесі, як ацетилювання. 
Білок має сайт для зв'язування з іонами металів, кобальтом. 
Локалізований у мітохондрії.